# Бруссард, Джордж
Джордж Бруссард (англ. George Broussard) — американский игровой дизайнер и продюсер, сотрудник компании 3D Realms, который прежде всего известен как один из двух разработчиков всемирно известной серии компьютерных игр Duke Nukem.
Свои первые игры Бруссард выпустил под вымышленным лейблом Micro F/X Software (что было псевдонимом самого Бруссарда). В 1991 году Бруссард вместе со Скоттом Миллером стал совладельцем компании Apogee Software и являлся им до момента закрытия компании в 2009 году. Вместе с закрытием 3D Realms прекратил своё участие в разработке шутера от первого лица Duke Nukem Forever, которую возглавлял более десяти лет.